# István Majoros
István Majoros [Ištván Majoroš], (* 11. července 1974 Budapešť Maďarsko) je bývalý reprezentant Maďarska v zápase řecko-římském. Je olympijským vítězem z roku 2004.

## Kariéra
Zápasení se věnoval od 11 let v Budapešti. Do maďarské seniorské reprezentace se dostal v roce 1995. Měl být nástupcem Andráše Šikeho, ale až do olympijského roku 2000 se na vrcholném turnaji neprosazoval. V roce 1999 šel za lepšími podmínkami do Kecskemét, kde se pod vedením Zoltána Kovácse a později Tibora Tihanicse začal prosazovat. Jeho titul mistra Evropy v roce 2000 byl ještě nečekaný a hlavně zavazující, protože roli možného adepta na olympijskou medaili nezvládl. Na olympijských hrách v Sydney obsadil až 18. místo.
V dalších letech bojoval o pozici reprezentační jedničky s Tiborem Oláhem a podařilo se mu na jeho úkor nominovat na olympijské hry v Athénách v roce 2004. Na olympijský turnaj perfektně načasoval formu a ve skupině měl hratelný los. Ve finále se utkal s Memmedelijevem z Ruska a po vyrovnaném průběhu zvítězil v prodloužení. Vybojoval zlatou olympijskou medaili.
S vrcholou karierou se rozloučil v roce 2008.

## Výsledky
| Turnaj             | 1995           | 1996           | 1997           | 1998           | 1999           | 2000           | 2001           | 2002           | 2003           | 2004           | 2005           | 2006           |
| Turnaj             | 21             | 22             | 23             | 24             | 25             | 26             | 27             | 28             | 29             | 30             | 31             | 32             |
| Turnaj             | bantamová váha | bantamová váha | bantamová váha | bantamová váha | bantamová váha | bantamová váha | bantamová váha | bantamová váha | bantamová váha | bantamová váha | bantamová váha | bantamová váha |
| ------------------ | -------------- | -------------- | -------------- | -------------- | -------------- | -------------- | -------------- | -------------- | -------------- | -------------- | -------------- | -------------- |
| Olympijské hry     | -              | dns            | -              | -              | -              | 18.            | -              | -              | -              | 1.             | -              | -              |
| Mistrovství světa  | 23.            | -              | 16.            | 10.            | 7.             | -              | 13.            | dns            | 12.            | -              | 3.             | 15.            |
| Mistrovství Evropy | dns            | 12.            | 19.            | 9.             | 16.            | 1.             | dns            | dns            | dns            | dns            | dns            | 5.             |